# 주오쿠야쿠쇼마에 정류장
주오쿠야쿠쇼마에 정류장(일본어: 中央区役所前停留場, ちゅうおうくやくしょまえていりゅうじょう)은 일본 홋카이도 삿포로시 주오구에 위치한 삿포로 시 교통국(삿포로 시영 전차) 이치조 선의 정류장이다. 정류장 번호는 SC03이다.

## 역사
- 1918년 8월 12일: 노선 신설에 따라 "니시 11초메"의 명칭으로 정류장 개업.
- 1949년 7월 8일: "교통국 앞"으로 변경.
- 1958년 7월 1일: 교통국 이전에 따라 "니시 11초메"로 역명 환원.
- 1962년 6월 1일: "소방국 앞"으로 변경.
- 1972년 4월 1일: 삿포로시의 정령 지정 도시 이행과 주오구 관공서 설치에 따라,"주오쿠야쿠쇼마에"로 변경.
- 2015년 4월 1일: 정류장 번호 설정.

## 정류장 구조
2면 2선의 대향식 교차점을 사이로 동쪽(미나미1조니시 10초메)에 스스키노 방향, 서쪽(미나미1조니시 11초메)에 니시 4초메 방면 플랫폼이 있고 안전 지대가 설치되어 있다. 안전 지대에는 로드 히팅이 꾸며져, 역사가 설치되어 있다.
또한, 과거에는 전차 중앙 차고(1968년 폐지)에서 가장 가까운 정류장이었다.

## 정류장 주변
- 국도 제230호선
- 삿포로시 주오구 관공서
- 삿포로 미나미 이치조나카 우체국
- 호쿠요 은행 삿포로니시 지점
- 홋카이도 은행 미나미이치조 지점
- 삿포로 프린스 호텔
- 삿포로시 중앙 구민 센터
- 삿포로시 소방서
- 삿포로 시영 지하철 도자이 선 니시 11초메 역(환승 지정역)

## 인접역
| 삿포로 시 교통국 ● 삿포로 시영 전차 이치조 선 | 삿포로 시 교통국 ● 삿포로 시영 전차 이치조 선 | 삿포로 시 교통국 ● 삿포로 시영 전차 이치조 선 |
| --------------------------------------------- | --------------------------------------------- | --------------------------------------------- |
| SC02 니시 8초메 외선 순환                     | 시영 전철 운행 계통                           | SC04 니시 15초메 내선 순환                    |